# 트레버 스토리
트레버 존 스토리(Trevor John Story, 1992년 11월 15일 ~ )는 미국의 야구 선수로, 메이저 리그 아메리칸리그에 소속되어 있는 보스턴 레드삭스의 유격수이다.